# LAN house

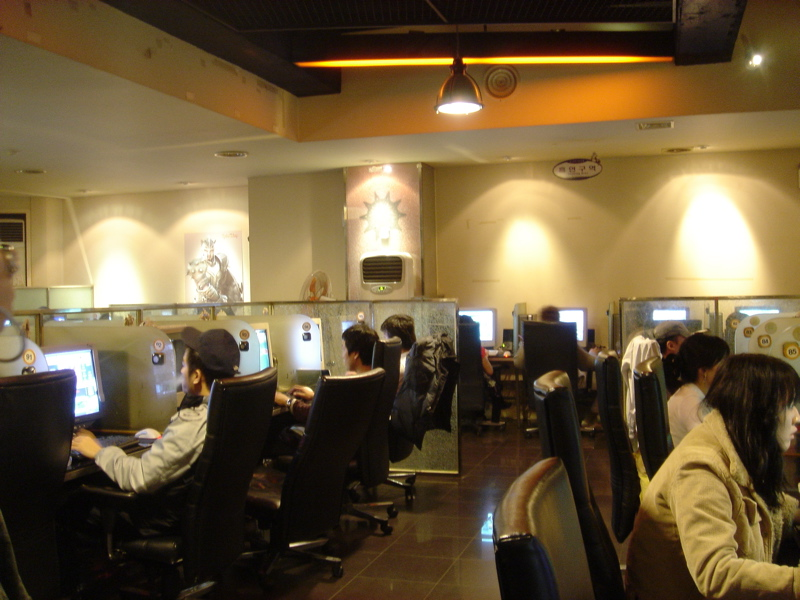
Uma lan house em Seul, Coreia do Sul.

LAN House  ou casa da rede é um estabelecimento comercial onde, à semelhança de um cibercafé, os usuários podem pagar para utilizar um PC com acesso à Internet e a uma rede local, com o principal fim de acesso à informação rápida pela rede e entretenimento através dos jogos em rede ou online.

## Surgimento
O conceito de LAN house é famoso da Coreia do Sul, conhecido por PC bang (Coreano: PC방), tais estabelecimentos são bastante comuns e se tornaram particularmente populares a partir de 1998, com o lançamento de jogos como o StarCraft. Conforme já afirmado em entrevista, no Brasil, o conceito inicial trazido pela Monkey Paulista se baseou no modelo de negócio utilizado pelas LAN houses da Coreia do Sul, visto que esta foi a primeira LAN house a existir no Brasil, inaugurada em São Paulo, iniciando suas atividades em 1998. A empresa encerrou suas atividades em 2010. A segunda Lan House foi A Lan House Connection fundada nos meados de 2002, em São Miguel Paulista, bairro de São Paulo.

## Características
O estabelecimento um centro de entretenimento, educação e cultura. LAN significa Local Area Network, ou seja, rede local de computadores. LAN house é o estabelecimento no qual é oferecido o uso destes computadores ligados em rede para acesso à Internet e programas em geral, como os jogos eletrônicos e/ou soluções de escritórios. Normalmente, é cobrada uma taxa dos usuários proporcional ao tempo de uso. Porém, mais do que uma casa de jogos, uma LAN house bem estruturada tem papel fundamental na sociedade, pois oferece o acesso ao mundo da tecnologia de forma democrática. Trata-se de um local que propicia lazer, oportunidades, educação e cultura a pessoas de todas as idades. As LAN houses também são uma ferramenta no processo de inclusão digital, tendo em vista os dados levantados pelo Comitê Gestor de Internet no Brasil.
Existe uma tendência para que estas instalações, de baixo custo, e já implementadas, sejam parceiras na educação, com investimentos por parte dos governos, evitando desperdício e alcançando o cidadão diretamente em suas comunidades, a baixo custo e com resultado distribuído e eficiente.
O Projeto Lan-Social, do Professor Ernesto Neto, que presidiu uma importante associação semeadora desta ideia, de 2007 até 2010, já tem alcançado este sucesso e agora está sendo desenvolvido em variantes bem interessantes por todo país.

## Estatísticas
De acordo com o CGI.br, em 2007 as LAN houses foram responsáveis por quase 50% dos acessos a Internet no país. Nas regiões Norte e Nordeste, o índice é mais expressivo, chegando a quase 70% dos acessos. A maioria dos clientes eram do sexo masculino, com predominância das classes C, D e E, vindo como oportunidades de inclusão aos menos favorecidos no mundo da tecnologia.
De acordo com o SINDLANSP, hoje no Brasil, existem mais de 90.000 Lan-Houses e Cyber-Cafés, sendo que ainda por falta de legislação adequada, a maioria funciona sem legalização.
São ainda, segundo o SINDLANSP, responsáveis pelo acesso de 65% da população à internet e seus serviços úteis, como serviços públicos, bancários e redes sociais. Mesmo quem tem equipamento e conexão de banda larga em casa ou na empresa, seja por momentos sem a conexão, seja pela simples falta de tinta na impressora, acabam frequentando pelo menos 6 vezes ao ano a Lan-House (Dados fornecidos pelo Professor Ernesto Neto).
Existem cerca de 650 LAN houses nos Estados Unidos, enquanto 90% das LAN houses mundiais estão na China, a maior possuindo cerca de 1.777 lugares.

## Programas para Gerenciar Lan House
A LAN House, geralmente, precisa de um programa gerenciador. De acordo com a última pesquisa do  CGI.br, a maioria das LAN Houses (76%) utiliza algum programa deste tipo. Estes programas são responsáveis por manter o cadastro dos clientes, registrar os acessos realizados, controlar a venda de produtos e serviços, fazer o controle do caixa, gerar relatórios e auxiliar na segurança dos computadores disponibilizados para os usuários. 
O programa gerenciador de Lan House, via de regra, é divido em dois módulos: servidor e cliente.
Além de auxiliar no processo administrativo, o software gerenciador é primordial para a segurança do estabelecimento. Como os computadores são utilizados pelo público em geral, torna-se essencial manter um registro das conexões para posteriores auditorias quando necessário. 
A pesquisa do  CGI.br mensurou o uso de 21 programas de gerenciamento de Lan House, nacionais e internacionais, sendo que os programas mais usados foram:
| Posição | Programa Gerenciador | Utilização |
| ------- | -------------------- | ---------- |
| 1       | Timer Café           | 26%        |
| 2       | Cyber Manager        | 14%        |
| 3       | VsCyber              | 10%        |
| 4       | Opticyber            | 07%        |

Todos os programas mais usados são nacionais e rodam na plataforma Microsoft Windows. Apesar de existirem opções de software renomados em outros idiomas, a maioria das LAN Houses brasileiras optam por soluções nacionais. Outro aspecto interessante , como o programa de gestão da LAN House é um dos pontos mais importantes para este tipo de negócio, esse fator acaba se tornando um impeditivo para que uma LAN House adote o software livre como padrão. 
|  |  |

## Entidades e Associações
As principais entidades que provêm apoio para as LAN Houses são a CDI-Lan, unidade do CDI criada em 2010 e a ABCID - Associação Brasileira de Centros de Inclusão Digital, fundada em 2006.